# Joseph Rudel-Tessier
Pour les articles homonymes, voir Rudel et Tessier.
Joseph Rudel-Tessier (1913-1989) est un journaliste canadien ayant commencé sa carrière au Journal Le Droit d’Ottawa, puis au  Photo Journal à Montréal pour lequel il rédige des critiques de théâtre et de spectacles et signe de longues entrevues. Il appartient au Bureau des publications bilingues de l'armée en 1943. De 1969 à 1979, il est journaliste à La Presse (Montréal) toujours comme critique de théâtre et de variétés. Parallèlement Rudel-Tessier a toujours travaillé pour la radio et la télévision de Montréal. Il écrit des radio-romans dans les années 1940 et participe à de très nombreuses émissions en tant que chroniqueur entre 1945 et 1979 à Radio-Canada. Il a signé des scénarios pour le cinéma (entre autres Les lumières de ma ville, 1950). Il est aussi l’auteur de livres dont Roquelune qui lui valut le prix Champlain en 1984.